# Svéd labdarúgó-szövetség
A Svéd labdarúgó-szövetség (svédül: Svenska Fotbollförbundet) Svédország nemzeti labdarúgó-szövetsége. 1904-ben alapították. A szövetség szervezi a svéd labdarúgó-bajnokságot, valamint a svéd kupát. Működteti a svéd labdarúgó-válogatottat, valamint a svéd női labdarúgó-válogatottat. Székhelye Solnában található.